# Louis d'Albret (mort en 1569)
Pour les autres membres de la famille, voir Maison d'Albret.
Louis d'Albret, né à Casteljaloux et mort le 21 août 1569 est un ecclésiastique qui fut  évêque de Lescar de 1555 à 1569.

## Biographie
Louis d'Albret est le fils illégitime d'Alain d'Albret, né de l'une de ses maîtresses, la noble Anne de Casteljaloux. Il est légitimé en août 1547 par son neveu le roi de Navarre Henri d'Albret. C'est un personnage falot d'une timidité maladive. Il est nommé évêque de Lescar par le consistoire du 25 novembre 1555, c'est-à-dire également seigneur laïc de Bénéjacq, Bordères, Bourdettes, Lestelle, Saint-Faust, Laroin, Monhauba, Aubin et Simacourbe. Cette nomination avait été obtenue avec difficultés de Paul IV et sous les réserves de céder un tiers des revenus de son évêché au cardinal Georges d'Armagnac et un autre tiers à d'autres personnages. Il prend possession le 7 juin 1556. 
Non hostile personnellement aux idées de la Réforme mais surtout incapable de résister à Jeanne d'Albret après sa conversion au calvinisme en 1560, il autorise les prêches dans sa cathédrale de Lescar d'un pasteur Arnaud-Guillaume de Barbaste et d'un Jacobin défroqué nommé Henrico. Il fait partie des évêques français « tombés dans l'hérésie ou favorisant d'autres hérétiques » contre lesquels le pape Pie IV demande par la bulle pontificale du 7 avril 1563 aux inquisiteur généraux de mettre en œuvre des procédures. Ils sont d'ailleurs déclarés déchus par Pie V le 11 décembre 1566 pour ne pas s'être présentés à Rome. Poussé par la reine en 1567, il accepte de faire célébrer le culte en français et envisage peut-être même de se marier ce qui incite le clergé du diocèse à déposer une requête contre lui aux États de Béarn mais il meurt le 21 août 1569 et le siège épiscopal reste vacant pendant trois ans pendant que l'ordonnance du 28 janvier 1570 bannit la religion catholique du Béarn.

### Sources
- Hugues Du Tems, Le clergé de France, ou tableau historique et chronologique des archevêques, Paris, Évêché de Lescar, 1774
- Véronique Castagnet, « Clergé protestant et clergé catholique face à la « souveraineté de Béarn » (XVIe – XVIIe siècles) », sur cairn.info (consulté le 7 mars 2016)
- Abbé Poeydavant, Histoire des troubles survenus en Béarn dans le XVIe et la moitié du XVIIe siècles, 1819
- M. Lanore, « Notice historique et archéologique sur l'église Notre-Dame de Lescar » (consulté le 8 mars 2016)